# The Blue Streak (film 1917)
The Blue Streak è un film muto del 1917 scritto, diretto e interpretato da William Nigh.

## Trama
Figlio scapestrato di un milionario, un giovanotto, obbedendo al padre, va via, andando a cercare fortuna nel West. Lì, diventa noto come Blue Streak per la sua abilità con le armi e con i cavalli. Un giorno, nella città di Sterling, impedisce il matrimonio forzato tra una ragazza, la figlia del proprietario del saloon, e un giocatore professionista. Si porta via la ragazza, ma poi si rende conto che doveva trattarsi di un matrimonio riparatore e decide di andare a prendere il giocatore per fare sposare i due. Quando ritorna alla capanna, la giovane protesta di non aver mai subito violenze dall'uomo, ma Blue Streak insiste e lei cede, prestandosi a un finto matrimonio.
Blue Streak, quando vede avvicinarsi un drappello che viene per arrestarlo, saluta la ragazza, preparandosi alla resa. Lei lo prega di fuggire, ma, al suo rifiuto, si aggrappa a Blue Streak, dichiarando di amarlo. Lui la prende in sella e, insieme, galoppano verso un futuro comune.

## Produzione
Il film fu prodotto dalla Fox Film Corporation.

## Distribuzione
Distribuito dalla Fox Film Corporation, il film uscì nelle sale cinematografiche statunitensi il 19 marzo 1917.